# Galinhos
Galinhos is een gemeente in de Braziliaanse deelstaat Rio Grande do Norte. De gemeente telt 2.264 inwoners (schatting 2009).